# Marazion
Marazion är en stad och en civil parish i Cornwall i Cornwall i England. Orten har 1 447 invånare (2011).